# William Burnside
William Burnside   (Londres, 2 de juliol de 1852 - West Wickham (Gran Londres), 21 d'agost de 1927) va ser un matemàtic anglès que va desenvolupar teories sobre els grups finits.

## Vida i Obra
Burnside, fill d'un llibreter d'origen escocès, es va quedar orfe als sis anys. Va cursar estudis al Christ's Hospital, una escola que només admetia nens de famílies que no podien pagar per l'ensenyament. El 1871, va aconseguir una beca per anar a estudiar a la universitat de Cambridge, ingressant al St. John's College, tot i que després de dos anys es va canviar al Pembroke College. El 1875 es va graduar com segon wrangler. També va ser força conegut com un expert remer pel seu pes lleuger i la seva capacitat de resistència.
Aquest mateix any va ser nomenat fellow del Pembroke College, càrrec que va mantenir fins al 1886, donant classes també al Emmanuel College i al King's College. El 1885, a instàncies de William Davidson Niven, va ser nomenat professor del Royal Naval College de Greenwich, càrrec que va mantenir fins a la seva jubilació el 1919, donant classes de balística, cinemàtica, dinàmica i hidrodinàmica.
Tot i que la seva docència, tan a Cambridge com a Greenwich, va estar dedicada a la matemàtica aplicada, a partir de 1893 va publicar forces articles sobre teoria de grups, faceta per la que és més conegut. Els seus article publicats fins al 1892 versaven sobre hidrodinàmica o funcions el·líptiques, però aquest any va publicar un article sobre funcions automorfes; això el va portar a l'estudi dels grups discontinus i, després, al dels grups finits. El 1897 va publicar la primera edició del seu llibre més important: Theory of Groups of Finite Order, del que en va publicar una segona edició, molt revisada i ampliada, el 1911. Gairebé la meitat dels seus articles publicats (uns 150) estan dedicats a la teoria dels grups finits.
En morir, va deixar pràcticament acabat un llibre sobre teoria de la probabilitat, que va ser publicat de forma pòstuma el 1928.
Burnside va ser membre de la Royal Society des de 1893 i membre del consell de la London Mathematical Society des de 1899 fins al 1917, societat que també va presidir entre 1906 i 1908.